# 삼척 준경묘·영경묘
삼척 준경묘·영경묘(三陟 濬慶墓·永慶墓)는 대한민국 강원특별자치도 삼척시의 묘역이다. 이 묘는 조선 태조 이성계의 5대조 이양무 장군의 묘인 준경묘와 장군의 부인 평창 이씨의 묘인 영경묘의 묘역으로, 조선 왕조 최고의 선대묘이다.
태조 이성계가 조선 건국후 어명을 내려 선대의 묘를 찾아 고종 임금때인 광무 3년(1899년) 4월 16일에 고종이 공식적인 선조의 묘로 추봉(追封)하고 묘와 재각, 비각 등을 수축·정비하여 현재에 이르고 있다.

## 위치
명산으로 알려진 두타산의 지맥에 자리를 잡고 있어 고려시대 이후 꽤 이름이 알려진 풍수로부터 조선 왕조의 태동을 비롯해 500여 년 왕조의 정기를 이을 수 있는 명당으로 평가받던 지역이다.
강원남부로를 따라 가다가 강원도 오십천의 하사전4교를 건너 영경묘를 찾고 영경묘 삼거리에서 상촌방면의 준경길을 따라 가다보면 준경묘 입구가 나오고 일대는 울창한 황장목 송림으로 둘러싸인 곳에 위치하고 있다.
특히 준경묘가 위치한 나지막한 야산 일대는 입구부터 소나무로 가득하다. 차도가 없는 관계로 차량은 통과할 수 없어 준경묘에 들어가는 길에는 어른 팔뚝만 한 굵기 소나무가 찾아오는 사람의 시선을 이끈다.

## 변천사
사적 제524호. 이양무는 고려시대 인물로 태조의 5대조이며 목조(穆祖) 이안사(李安社)의 부친이다. 그의 부인인 삼척이씨는 상장군 이강제(李康濟)의 딸이다. 목조가 전주를 떠나 강원도로 이주할 때 이들도 함께 동행하였다고 전한다. 강원도 삼척의 마을인 노동(蘆洞)과 동산(東山)에 있는 고총(古冢)이 그들의 무덤이라는 주장이 조선 초기부터 있었다. 확실한 증거가 없어 조선 조정에서는 이를 인정하지 않았지만 무덤은 국가의 수호를 받았다.
대한제국 기간이던 1899년에 이르러 황실에서는 이 고총을 목조의 고비(考妣: 돌아가신 아버지와 어머니) 무덤으로 인정하고 노동의 이양무 무덤을 준경묘(濬慶墓), 동산의 부인 무덤을 영경묘(永慶墓)라 하여 국가 사전(祀典)에 포함시켰다.
조선 초기부터 강원도에 이양무(李陽武)와 그의 부인 무덤이 있다는 이야기가 전해졌다. 그 대표적인 곳이 삼척부 미로리의 이릉(伊陵)으로, 이곳은 조선 초기부터 국가의 수호를 받았다. 선조대 강원도 관찰사로 왔던 정철(鄭澈)이 이 무덤을 목조의 고비(考妣) 무덤이라며 수축할 것을 주장하였지만 조정에서는 피장자의 신원을 확인할 수 없다며 이를 받아들이지 않았다.
조선 중기에는 삼척이 아닌 황지 부근에 이양무의 무덤이 있다는 주장이 계속 나타났다. 이후 이양무의 무덤이 삼척인지 황지인지를 두고 논란이 있었지만 뚜렷한 결론이 나지 않았다.
조선 말기까지 국가에서 이양무의 무덤을 확정하지 못한 상황에서 삼척 무덤의 수호와 제향은 왕실 후손들에 의해 사적으로 진행되었다. 1880년(고종 17)에는 진사 이종(李宗)이란 사람이 삼척의 두 무덤 근처에 거주하는 종인(宗人)들과 협력하여 매년 10월에 시제(時祭)를 지냈다. 삼척의 무덤이 조정으로부터 왕실묘로 인정받게 된 것은 대한제국이 성립된 이후이다.
대한제국 광무 2년, 무술년(戊戌年)이었던 1898년에 의정부 찬정(議政府贊政) 이종건(李鍾健) 등이 삼척 묘역의 수호를 청한 것이 계기가 되었다. 조정에서는 이곳을 조사한 후 1899년에 비로소 삼척의 두 무덤을 이양무와 그 부인의 무덤으로 인정하고 준경(濬慶)과 영경(永慶)이란 묘호를 올리고, 매년 제사를 지냈다. 일제강점기에는 이왕직에서 관리하고 제향을 지내다가 해방 후 제향이 일시 중단되었다. 1981년부터 전주이씨 대동종약원에 봉양회(奉養會)가 설립되어 제향을 거행하고 있다.
2016년, 강원 삼척시는 시립박물관 수장고에 보관중인 조선왕조의궤 ‘조경단 준경묘 영경묘 영건청의궤(肇慶壇濬慶墓永慶墓營建廳儀軌)’가 문화재청으로부터 국가지정문화재인 보물 제1901-9호로 지정 고시됐다고 밝혔다. 조선왕조의궤는 국가나 왕실행사 전반에 관한 기록이다.
2017년에는 국가사적 제524호 삼척 준경묘·영경묘 일원에서 강원도 관찰사 봉심이 재현되었다. 봉심은 대한제국기 강원도관찰사가 행했던 준경·영경묘 봉심을 당시의 복식·순서에 따라 관찰사 일행 봉심 행차→묘 입구 홍살문 유서 도착·관찰사 숙배→관찰사 능상·비각·정자각 봉심과 제기 점고·정자각 비각 주변 청소 →제관맞이 등의 순으로 진행된다.봉심은 국왕의 명을 받들어 종묘나 왕릉을 살펴보는 것으로, 중앙관서의 파견관 혹은 지방관 책임자가 능묘를 살펴 임금에게 보고하는 의식이다.
준경묘·영경묘역에서는 활기리와 하사전리 마을을 출발한 제관행력이 도착하면 대제가 봉행된다. 강원도 삼척시는 국가사적 제524호 삼척 준경묘·영경묘 일원에서 해마다 강원도 관찰사 봉심을 재현할 것이라고 밝혔다.

## 전해오는 이야기
대한제국 고종 광무 3년(1899) 4월 16일에 고종이 공식적인 선조의 묘로 추봉(追封)하고 그에 걸맞게 묘와 재각, 비각 등을 수축·정비함으로써 오늘에 이른다. 이 일대는 두타산의 울창한 송림으로 되어 있어 원시림의 경관을 구경할 수 있는 산자수려한 곳이다. 이 곳의 낙락장송인 황장목들은 경복궁 중수 때 자재로 쓰였다고 한다.
목조(이안사)가 한 도승의 예언대로 백우금관으로 양친을 안장한 뒤, 5대에 이르러 조선을 창업하게 되었다는 전설이 있는데 풍수에 관련하여 지금까지 내려오는 설화로 알려져 있다.

### 준경묘의 풍수설화
잘 알려진 명당자리에는 그에 따른 전설과 설화가 많이 있듯이 이곳 준경묘도 조선왕조 건국과 관련된 유명한 백우금관(百牛金棺)의 설화가 전해 내려오고 있다. 이안사가 전주에서 삼척시 미로면 활기리로 피신와 자리를 잡고 산 지 1년 만에 아버지(이양무)의 상(喪)을 당하게 된다.
이안사는 아버지 묘 자리를 구하려고 이산 저산 산등성이를 넘어 사방으로 헤매고 돌아다녔으나 마땅한 자리를 구하기 어려웠다. 마침 활기리 노동(盧洞) 산마루에 이르러 몹시 고단하여 나무 밑에서 잠시 쉬고 있을 때 한 도승이 동자승과 함께 나타나 주위를 두루 살펴 인적이 없음을 확인한 뒤 한 곳을 가리키면서 "대지(大地)로다 길지(吉地)로다"하는 것이었다.
이안사가 나무 밑에 앉아 지켜보고 있는 것을 모르는 도승은 이어서 말하기를, "이곳이 제대로 발복하려면 개토제(開土祭)에 소 백(百)마리를 잡아서 제사를 지내야 하고, 시신을 금관(金棺)에 안장하여 장사를 지내야 한다. 그러면 5대손 안에 왕자가 출생하여 기울어 가는 이 나라를 바로 잡고 창업주가 될 것이다. 또한 이 땅은 천하의 명당이니 함부로 발설하지 말라."하는 것이었다. 동자승은 알았다는 듯이 고개를 끄덕였다. 한참을 더 있다가 그들은 다른 곳으로 길을 떠났다.
자신의 귀를 의심한 이안사는 곧장 집으로 돌아와 생각에 골몰하였으나 가난한 살림살이에 소 백 마리를 어디서 구하며, 더구나 금으로 만든 관은 어디서도 구할 수가 없었다. 부친의 묏자리를 명당에 쓰고 싶은 마음은 가득하지만 형편상 어쩔 수 없음이 안타까울 뿐이었다.
이안사는 곰곰이 생각한 끝에 궁여지책을 찾아내게 되었는데, 소 백(百) 마리는 흰 소 한 마리로 대신하고 금관은 귀리 짚으로 대신하면 될 것 같았다.
흰 소를 한자로 쓰면 백우(白牛)이므로 숫자상 일백 백자와 발음이 통하게 되어 백우(百牛)가 될 수 있고, 귀리짚은 같은 황금색이므로 금관과 의미가 통할 것이라 판단하였다. 마침 처가에 흰 얼룩소가 있었는데, 다음날 아침 처가에 간 이안사는 밭갈이 할 일이 있다며 흰 소를 잠시만 빌려 달라고 하여 소를 끌고 노동(盧洞) 산마루로 올라갔다. 그리고는 처가에서 빌린 흰 소를 잡아서 제물로 사용하고, 부친을 넣을 관은 귀리짚으로 대신하여 아버지의 장사를 치루었다.

## 산행코스
묘역까지 시멘트 포장길이 이어지지만 차단기가 굳게 내려져 있어 걸어야 한다. 고갯마루를 넘어서면서 울창한 송림이 모습을 드러내고 동녘을 향해서는 활엽수가 빽빽하게 비포장길에 그늘을 만들어준다. 활기리, 준경묘, 황장목숲길, 대간능선, 1059봉, 1014봉, 1100봉, 황장산 댓재, 햇대등, 댓재옛길, 424지방도로, 옛길, 상사전리로 이어지는 산행 코스 16km가 있지만 주로 활기리에서 준경묘까지는 팻말을 따라 걷는 1.8 km 보도 코스를 이용한다.

## 문화재 지정
준경묘에서 4km 떨어진 곳에 목조(이안사)의 어머니, 평창 이씨의 묘인 영경묘가 있는데 문화재청은 강원 삼척시 미로면 활기리 산 149번지 등 6필지 6만5천154m2 규모의 준경묘·영경묘(濬慶墓永慶墓) 구역을 2012년 7월 12일 문화재위원회 심의를 거쳐 2012년 7월 20일 강원도기념물 제43호에서 해지하고 국가지정문화재인 사적 524호로 지정하였다.

## 같이 보기
- 목조(이안사)
- 조선왕릉
- 조경단·준경묘·영경묘 영건청의궤 - 조선왕조의궤 (보물 제1901-9호), 삼척시립박물관 소장

## 참고 자료
- 「대한민국 대표여행지 52」, 삼척 준경묘, 유연태 저, 넥서스BOOKS(2004년, 217~220p)
- 「우리나라 어디까지 가봤니 56」, 앙코르와트 준경묘 미인송림, 이종원 저, 상상출판(2010년, 143~147p)
- 삼척 준경묘·영경묘 - 국가유산청 국가유산포털
- 이 문서에는 다음커뮤니케이션(현 카카오)에서 GFDL 또는 CC-SA 라이선스로 배포한 글로벌 세계대백과사전의 내용을 기초로 작성된 글이 포함되어 있습니다.